# Eckhard Momberger
Eckhard Momberger (* 18. Juni 1936 in Nieder-Weisel; † 8. August 2022 in Niedernhausen) war ein deutscher Versicherungsjurist und Landrat des Kreises Schlüchtern.

## Leben
Momberger studierte Rechtswissenschaft. Nach dem juristischen Vorbereitungsdienst wurde er Persönlicher Referent des der SPD angehörenden hessischen Finanzministers Albert Osswald. Nach seiner Promotion 1968 an der Universität Marburg zum Dr. jur. wurde er mit 33 Jahren 1970 zum letzten Landrat des Landkreises Schlüchtern gewählt. Das Amt übte er bis 1974 aus, im gleichen Jahr wurde der Landkreis aufgelöst und ging im Main-Kinzig-Kreis auf.
1975 wurde er Vorstandsmitglied der damaligen Hessen-Nassauischen Versicherungsanstalten (heute Teil der SV SparkassenVersicherung) in Wiesbaden, deren Vorstandsvorsitzender er 1981 wurde. 1994 berief man Momberger zum stellvertretender Vorstandsvorsitzenden der Hessisch-Thüringischen Brandversicherungsanstalt Kassel-Erfurt (Brandkasse) und 1996 zum Mitglied des gemeinsamen Vorstandes der Hessischen und Nassauischen Brandversicherungsanstalten in Darmstadt und Wiesbaden. Er begleitete die Fusion der Brandversicherer mit der SparkassenVersicherung zum 1. Juli 1997. Ende Juni 1998 trat Momberger in den Ruhestand.
Darüber hinaus war er in zahlreichen Gremien der Spitzenverbände der Versicherungswirtschaft aktiv. Beim Deutschen Roten Kreuz (DRK) war er Präsident des DRK-Landesverbands Hessen mit Sitz in Frankfurt am Main. Später war er ehrenamtlicher Vorsitzender des Finanzausschusses.
Momberger lebte in Niedernhausen-Engenhahn.